# Anna Bohman
Anna Eleonora Bohman, född 26 november 1864 i Norra Härene församling, Skaraborgs län, död 14 september 1931 i Bromma församling, Stockholms stad, var en svensk folkskollärare och rösträttsaktivist.

## Biografi
Anna Bohman föddes 1864 i Norra Härene socken. Hon var verksam i kampanjen för införandet av kvinnlig rösträtt i Sverige. Hon var styrelseledamot i Landsföreningen för kvinnans politiska rösträtt och ordförande för Föreningen för kvinnans politiska rösträtt i Finspång under hela dess existens, 1913–1921.  Hon var därmed rösträttsrörelsens lokala representant. 